# Pachira oleagina
Pachira oleagina är en malvaväxtart som beskrevs av Joseph Decaisne. Pachira oleagina ingår i släktet Pachira och familjen malvaväxter. Inga underarter finns listade i Catalogue of Life.